# Lactococcus
Lactococcus — рід грам-позитивних бактерій, що широко використовується для виготовлення маслянки і сиру Представники роду були раніше включені в рід Streptococcus під назвою група N1.

## Опис
Це грам-позитивні, каталаза-негативні, нерухомі коки, які знаходяться окремо, в парах, або в ланцюзі. Рід містить штами, що можуть рости при температурі нижче 7 °C.

## Використання
Ці організми широко використовуються в молочній промисловості при виробництві ферментованих молочних продуктів, таких як сири. Вони можуть бути використані в одній деформації заквасок або в змішаних культурах штаму з іншими молочнокислими бактеріями, такими як Lactobacillus і Streptococcus. Основною їхньою метою у молочних продуктах є швидке підкислення молока; це викликає падіння рН ферментованого продукту, який запобігає росту бактерій псування. Бактерії також відіграють роль в ароматі кінцевого продукту. Лактококи легко вирощуються в промислових масштабах у середовищах на основі молочної сироватки. Ці бактерії використовуються у виробництві білків, які застосовуються у харчовій промисловості.

## Види
Рід містить 9 визнаних видів та 4 підвиди:
- Lactococcus chungangensis
- Lactococcus formosensis
- Lactococcus fujiensis
- Lactococcus garvieae
- Lactococcus lactis
  - L. lactis subsp. cremoris
  - L. lactis subsp. hordniae
  - L. lactis subsp. lactis
  - L. lactis subsp. tructae
- Lactococcus piscium
- Lactococcus plantarum
- Lactococcus raffinolactis
- Lactococcus taiwanensis